# Haram (Norvegia)
Haram è un comune norvegese della contea di Møre og Romsdal. Dal 1º gennaio 2020 è entrato a far parte del comune di Ålesund, ma dal 1º Gennaio 2024 è stato ricostituito dopo una decisione del Parlamento Norvegese nel 14 giugno 2022.